# Freddy Thielemans
Freddy Thielemans (ur. 11 września 1944 w Laeken, zm. 29 stycznia 2022 w Brukseli) – belgijski francuskojęzyczny polityk, długoletni burmistrz Brukseli.

## Życiorys
Ukończył szkołę handlową, pracował jako nauczyciel w szkołach średnich. Zaangażował się w działalność polityczną w ramach francuskojęzycznej Partii Socjalistycznej. W 1983 został członkiem gabinetu burmistrza belgijskiej stolicy Hervégo Brouhona, a w 1988 członkiem egzekutywy (aldermanem). W latach 1994–1995 pełnił po raz pierwszy urząd burmistrza Brukseli, następnie przez cztery lata zasiadał w parlamencie Regionu Stołecznego Brukseli.
W 1999 uzyskał mandat posła do Parlamentu Europejskiego, gdzie zasiadał w grupie socjalistycznej. Z PE odszedł na początku 2001, kiedy to został ponownie wybrany na urząd burmistrza Brukseli. Ustąpił z tej funkcji w 2013.
Odznaczony m.in. Legią Honorową IV klasy (2014).